# Moise Tshombe
Moise Tshombe [čombe], také Moïse Tshombé nebo Tchombé, (10. listopadu 1919 Musumba – 29. června 1969 Alžír) byl konžským státníkem, prezidentem státu Katanga v letech 1960 až 1963 a předsedou vlády Konžské demokratické republiky v letech 1964 až 1965.

## Životopis
Syn podnikatele, Josepha Kapenda Tshombeho, první domorodý milionář za belgické koloniální éry, nejstarší z 11 sourozenců a přímý potomek Mwanty Yav Mushida I., císaře Lundy, Moise Kapend Tshombe se narodil v Musumbě v belgickém Kongu. Vystudoval školu amerických metodistických misionářů v Mulungwishi v současné provincii Horní Katanga, poté v Kanene v současné provincii Horní Lomami. Koloniální administrativa mu odmítla udělit povolení k odchodu a pokračování ve studiu na zahraniční vysoké škole, jak plánoval jeho otec. Z tohoto důvodu byl nucen absolvovat vysokoškolské studium korespondenčně (v Kanadě).
V padesátých letech rozvinul řetězec prodejen v Katanze a založením strany CONAKAT, která prosazovala nezávislost Katangy, se zapojil do politiky.

### Volby v roce 1960

#### Nezávislost Katangy
V legislativních volbách v roce 1960 dosáhl CONAKAT nejlepších výsledků ve své doméně v provincii Katanga. Republika Kongo se osamostatnila a vypukly zde vážné etnické nepokoje. Také Katanžané začali vyhánět kasajské imigranty z lubského etnika, které koloniální administrativa přivedla, aby pracovali v dolech. Bylo mnoho mrtvých. Poté, 11. července 1960, vyhlásil Tshombe a CONAKAT odtržení provincie od zbytku Konga.
Tshombe byl zvolen prezidentem Katangy v srpnu 1960, přitom ve vztahu k problémům, které se projevovaly v Kongu od vyhlášení nezávislosti, řekl: „Oddělujeme od chaosu.“ Někteří analytici, kteří křesťanského Tshombeho charakterizují jako prozápadního a antikomunistického, tvrdí, že se odtrhl, protože nebyl jmenován do Lumumbovy vlády.
Jako podnikatel si Tshombe uvědomoval význam hospodářství, a proto chtěl, aby nebyly narušeny vztahy zejména s těžební společností Union minière du Haut Katanga. Nástrojem k tomu bylo pokračovat v privilegovaných vztazích s Belgií, a tak požádal belgickou vládu o pomoc při výstavbě a výcviku katanžské armády a získal významnou podporu od bývalé koloniální metropole, což vedlo k výraznému zhoršení vztahů mezi novým nezávislým státem Kongo a belgickou vládou.
Francie, která chtěla také těžit z katanžského nerostného bohatství, vyslala k posílení Tshombeho žoldnéře Boba Denarda a jeho muže. Přitom využila podpůrné sítě Jacquese Foccarta, „pana Afriky“ z Elysejského paláce.
Předseda vlády Patrice Lumumba a jeho nástupce Cyrille Adoula požádali o zásah jednotky Spojených národů s cílem zachovat jednotu Konga; Organizace spojených národů na tuto žádost reagovala příznivě.

#### Úloha v Lumumbově smrti
Od září 1960 byl konžský premiér Patrice Lumumba držen v domácím vězení kvůli roztržce s prezidentem Josephem Kasavubuem a velitelem armády Josephem-Désiré Mobutuem. Záhy unikl a pokusil se dorazit do Stanleyville, aby tam zorganizoval vzdrovládu. 11. prosince byl zatčen v Port-Francqui a uvězněn v Thysville.
12. a 13. ledna 1961 vypukla v hlavním městě z finančních důvodů vojenská vzpoura. „V Leopodville je panika… pochybuje (se), že by osvobození Lumumby a jeho návrat byly žádoucí …“ Kolegium (konžských) generálních komisařů požadovalo, aby byl Lumumba „přemístěn na bezpečnější místo“. Damien Kandolo jménem Kolegia trval u Tshombeho na tom, aby byl Lumumba „přemístěn do Katangy“. Belgický velvyslanec v Kongu (Brazzaville) Dupret o tom informoval svou vládu a radil, že „se nepochybně zdá, že katanžským autoritám naznačujete podpoření uvažované operace a trváte na ní“.
V té době spolu konžská a katanžská vláda stále jednaly a obě se cítily ohroženy Lumumbou a jeho stoupenci. Současně byla katanžská vláda vystavena útokům lumumbistických jednotek v severní Katanze. Společná akce proti Lumumbovi byla proto v jejich společném zájmu.
Konžská vláda nakonec dopravila svého vězně ke katanžské vládě Moise Tshombeho 17. ledna 1961. Podle belgické vyšetřovací zprávy zemřel týž večer mezi 21.40 a 21.43. Tshombe odmítl přiznat smrt Lumumby s tím, že na jedné straně nevěděl nic o převozu Lumumby do Katangy, a na druhé straně, že jeho vězeň zemřel při pokusu o útěk. Pokud jde o první tvrzení, belgická vyšetřovací komise z roku 2001 zůstává formální: „existují tři prohlášení z 18. ledna, které verzi Tshombeho protiřečí“. Podle komise dal Tshombe souhlas k převozu Lumumby na své území.Cituje zejména oficiální katanžské prohlášení potvrzující souhlas odštěpenecké vlády.

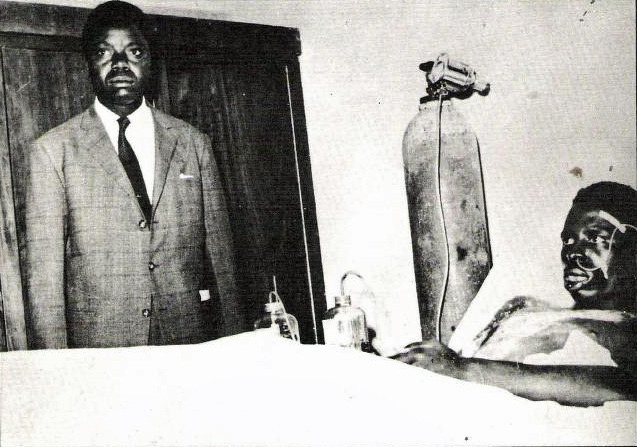
Tshombe u vojáka raněného „mírovými“ silami OSN

Pokud jde o druhé Tshombeho tvrzení, že nebyl zapleten do Lumumbovy smrti, vyšetřovací komise nejprve naznačuje: „zdá se, že podrobná a popsaná rekonstrukce událostí z 17. ledna je nahodilá“. Domnívá se však, že několik faktů je docela přesných. Letadlo s Lumumbou přistálo po více než půlhodinovém kroužení v 16:50. Záhy poté dorazili na místo tři katanžští ministři a Lumumba a jeho dva společníci byli převezeni do Brouwezovy vily nedaleko letiště. Tam byli zavřeni od 17:20 do 20:30 a „je jisté, že zde bylo s vězni ze strany jejich věznitelů hrubě zacházeno, ale také ze strany katanžských ministrů“, kteří se tam rovněž přemístili. Ministři odjeli na poradu s prezidentem v 18.00. Podle komise je jisté, že rozhodnutí popravit Lumumbu bylo přijato s Tshombeho vědomím. Po ukončení porady se do Brouwezovy vily vydala kolona se členy válečné rady. Pokud jde o Thombeho, „zdá se nepochybné, aby v Brouwezově vile vězně neviděl, alespoň během jejich odchodu…“ Mezi 21.15 a 21.30 byl Lumumba se svými společníky dovezen na místo popravy vzdálené od vily několik desítek kilometrů. Byli zastřeleni za přítomnosti pěti katanžských ministrů a čtyř Belgičanů; Lumumba jako poslední. Tshombeho přítomnost při popravě uvádí jediný zdroj.

#### Konec nezávislosti
Krátce po Lumumbově smrti byly přerušeny vztahy mezi konžskou a katanžskou vládou a válka pokračovala. Organizaci spojených národů trvalo dva roky, než znovu získala kontrolu nad Katangou ve jménu konžské vlády. Obsazení Katangy silami Spojených národů v roce 1963 přinutilo Moise Tshombeho odejít do vyhnanství v severní Rhodesii (nyní Zambie) a později do Španělska.

#### Přílišné gesto
V lednu 1964 kontaktoval belgický časopis Pourquoi pas? a v Madridu poskytl Pierre Davisterovi příběh, který autorizoval a na každé stránce parafoval, aby potvrdil atentát na Lumumbu (první část). Belgické úřady však časopis (číslo 2357) okamžitě stáhly z kiosků a knihkupectví kvůli urážce prezidenta spřátelené země. Toto neupravené vydání datované z pátku 31. ledna 1964 se stalo velmi vzácným. Na obálce je portrét svázaného Lumumby podepsaný J. Remym. Druhý článek s názvem „Co se stalo s těly?“ byl připravován k vydání následující týden.
V listopadu 1964 ho v Paříži přijal prezident de Gaulle.

### Volby 1965

#### Předseda vlády znovu sjednoceného Konga

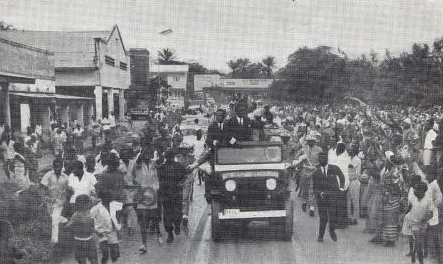
Davy v Stanleyville vítají Moise Tshombeho v červenci 1964

V roce 1964 se vrátil do Konga, aby se zúčastnil nové koaliční vlády jako předseda vlády. Rozhodl se vyhnat z hlavního města obyvatele sousedního Konga-Brazzaville (obě hlavní města leží naproti sobě a jejich obyvatelstvo je běžně smíšené a mluví stejným jazykem). S Belgií vyjednal otázku rozdělení veřejných dluhů mezi obě země a její odstoupení z účastí v těžebních společnostech a dalších koloniálních společnostech.
V krátké době se Tshombemu podařilo sestavit širokou koalici 49 stran, aby se zúčastnila voleb naplánovaných na březen 1965. Byla nazvána Convention nationale congolaise (CONACO). Ve volbách získala 122 křesel ze 167, ale strana se díky intrikám brzy rozštěpila a její velká část vytvořila nový subjekt – Front Démocratique Congolais (FDC). Ve výsledku CONACO kontrolovalo Poslaneckou sněmovnu, zatímco FDC Senát, čímž se stal výsledek voleb nejednoznačným. Této situace využil prezident Joseph Kasavubu a v říjnu 1965 ho odvolal z funkce předsedy vlády. Jeho následné pokusy prosadit v parlamentu jako předsedu vlády Évarista Kimbu z FDC ale neprošly. Za těchto okolností provedl velitel armády Joseph-Désiré Mobutu 25. listopadu 1965 státní převrat a následujícího roku obvinil Tshombeho ze zrady; ten znovu uprchl do Španělska.

### Zatčení a smrt
V březnu 1967 Tshombeho během řízení v Tshipole konžský soud odsoudil v nepřítomnosti k trestu smrti protože: vyhlásil odtržení Katangy; podepsáním dohod upravujících belgicko-konžské spory odcizil jako předseda vlády ekonomickou nezávislost země; zřídil žoldnéřskou armádu; za účelem svržení nového režimu vedl podvratnou činnost mezi katanžskými jednotkami v rámci konžské národní armády.
30. června 1967 bylo letadlo BAe 125, kterým cestoval, odkloněno do Alžírska Francisem Bodenanem – jedním z jeho obchodních partnerů, který s ním cestoval. Pokud dokážeme osvětlit tento druh podnikání, je to samozřejmě práce Mobutua a jeho služeb. Bernardin Mungul Diaka, konžský velvyslanec v Bruselu, později částečně připustil, že byl organizací únosu (pravděpodobně) pověřen. Francis Bodenan, v rozhovoru pro Jeune Afrique prohlásil mimo jiné, že jednal na jeho přímý rozkaz.
Tshombe byl alžírskou vládou Houari Boumédièna uvržen do domácího vězení, protože byl považován za vraha Lumumby. Mobutuův režim požadoval jeho vydání, které však Boumédiène odmítl a prohlásil, že upřednostňuje mezinárodní soud.
V červnu 1969, nadále zadržován, zemřel v Alžírsku oficiálně na infarkt. Podle legendy, kterou ztvárňuje film Divoké husy, byl vydán do vlasti svým politickým nepřátelům, ale byl zachráněn a podlehl infarktu během letu na svobodu.

## Význam
Tshombe byl osobně velmi schopný. Byl velkou nadějí černé Afriky. Jeho vizí byla nikoli nenávist černých Afričanům vůči bílým kolonistům, nýbrž spolupráce černochů a bělochů. Byl přesvědčen, že černoši se mohou od bělochů naučit mnohému užitečnému. Když získalo Kongo nezávislost od Belgie a jeho vůdce Lumumba podnítil pogromy vůči bělochům, Tshombe udržel v Katanze oázu řádu a bezpečí. Proto byl Tshombe ostatními africkými vůdci nenáviděn a pod záminkou jeho role při odštěpení Katangy odsuzován, například marockým králem Hasanem II.

## Odezvy v kultuře
- Ve filmu Andrewa McLaglena Divoké husy z roku 1978 ho hrál (jako prezidenta Limbaniho) Winston Ntshona.
- Ve filmu Raoula Pecka Lumumba z roku 2000 ho hrál Pascal Nzonzi.
- V televizním filmu Thomase Vincenta Mister Bob z roku 2011 ho znovu hrál Pascal Nzonzi.
- Ve filmu Richie Smythe Jadotville (Siege of Jadotville) z roku 2016 ho hrál Danny Sapani.